# Comté d'Allamakee

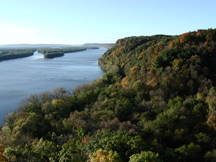
Vue du Mississippi depuis le monument national des Effigy Mounds.

Le comté d'Allamakee est un comté de l'État de l'Iowa, aux États-Unis. Sa population était de 14 330 habitants en 2010. Le siège de ce comté est Waukon.

## Histoire
Le comté d'Allamakee a été fondé le 20 février 1847. L'origine du nom est incertaine, certains pensent que c'était le nom d'un chef indien, d'autres pensent que le comté tient son nom d'Allen Magee, un commerçant indien.
Le premier tribunal du comté fut construit à Waukon en 1861, et sert aujourd'hui de musée historique du comté. L'actuel tribunal fut construit en 1940. Les deux édifices sont inscrits au Registre national des lieux historiques.

## Géographie
Selon le Bureau du recensement des États-Unis, la comté a une superficie totale de 1 707 km2, composée de 1 655 km2 de terres et de 52 km2 d'eau (0,1 %).
Le comté d'Allamakee est situé à l'extrême nord-est de l'Iowa. Il est bordé par le fleuve Mississippi à l'Est, l'état du Minnesota au nord et par les comtés de Winneshiek et Clayton, respectivement à l'ouest et au sud. Au nord du comté se trouve l'Upper Iowa River (en), et au sud la Yellow River.

### Axes routiers principaux
- U.S. Highway 18
- U.S. Highway 52
- Iowa Highway 9
- Iowa Highway 26
- Iowa Highway 51
- Iowa Highway 76

### Comtés adjacents
- Comté de Houston (Nord)
- Comté de Vernon (Nord-Est)
- Comté de Crawford (Est)
- Comté de Clayton (Sud)
- Comté de Winneshiek (Ouest)
- Comté de Fayette (Sud-Ouest)

## Démographie
| 1850 | 1860   | 1870   | 1880   | 1890   | 1900   | 1910   | 1920   | 1930   |
| ---- | ------ | ------ | ------ | ------ | ------ | ------ | ------ | ------ |
| 777  | 12 237 | 17 868 | 19 791 | 17 907 | 18 711 | 17 328 | 17 285 | 16 328 |

| 1940   | 1950   | 1960   | 1970   | 1980   | 1990   | 2000   | 2010   | - |
| ------ | ------ | ------ | ------ | ------ | ------ | ------ | ------ | - |
| 17 184 | 16 351 | 15 982 | 14 968 | 15 108 | 13 855 | 14 675 | 14 330 | - |

Selon le recensement de 2000, le comté comprenait 14 675 habitants, 5 722 ménages et 3 931 familles. La densité de population est de 9 hab./km2 (23 hab./mille carré). Il y avait 7 142 logements, donnant une densité de 4 au kilomètre carré (11 logements par mille carré). Selon la classification de race selon le recensement des États-Unis, il y avait 95,88 % de blancs, 0,14 % de noirs, 0,18 % d'afro-américains, 0,27 % d'asiatiques, 0,01 % d'océaniens et 2,82 % entrant dans d'autres catégories et 0,70 % de personnes entrant dans au moins deux catégories. Il y avait également 3,54 % de la population classée hispanique ou latino appartenant à l'une ou l'autre catégorie raciale.
Parmi les 5 722 ménages, 30,60 % vivaient avec des enfants mineurs. 58,40 % étaient des couples mariés vivant ensemble. 6,60 % étaient des femmes seules et 31,30 % n'étaient pas constituées de familles. 27,50 % des foyers étaient constitués d'un seul individu et 14,30 % des ménages comportaient un individu seul vivant avec une personne de plus de 65 ans. La taille moyenne des ménages était de 2,49 personnes et la taille moyenne des familles de 3,02 personnes.
Dans le comté, la population comprend 25,40 % de personnes de moins de 18 ans, 7 % entre 18 et 24 ans, 25,60 % entre 25 et 44 ans, 23,60 % entre 45 et 64 ans, 18,40 % au-dessus de 65 ans. L'âge médian était de 40 ans. On comptait 100 femmes pour 100,20 hommes (tous âges confondus), et 100 femmes pour 98,90 hommes (population de plus de 18 ans).
Le revenu médian des ménages était de 33 967 dollars, et de 40 589 dollars pour les familles. Les hommes avaient un revenu médian de 26 122 et les femmes de 19 098 dollars. Le revenu par tête était de 16 599. Environ 6,40 % des familles et 9,60 % de la population vivaient sous le seuil de pauvreté. Parmi eux, 11,80 % avaient moins de 18 ans et 8,10 % plus de 65 ans.

## Sites remarquables
- Monument national des Effigy Mounds au Sud-Est du comté ;
- Upper Mississippi River National Wildlife and Fish Refuge (en), qui comprend une portion sur le comté ;
- Driftless Area National Wildlife Refuge (en), un ensemble de petites parcelles non contiguës hébergeant deux espèces menacées ;
- Yellow River State Forest (en), parc relevant de l'État.

## Localités

### Villes
- Harpers Ferry
- Lansing
- New Albin
- Postville
- Waterville
- Waukon

### Townships
Le comté d'Allamakee est divisé en 18 townships.
| - Center - Fairview - Franklin - French Creek - Hanover | - Iowa - Jefferson - Lafayette - Lansing - Linton | - Ludlow - Makee - Paint Creek - Post - Taylor | - Union City - Union Prairie - Waterloo |

### Zone non incorporée
- Dorchester

### Population
| Rang | Ville         | Population (2010) |
| ---- | ------------- | ----------------- |
| 1    | Waukon        | 3 897             |
| 2    | Postville     | 2 227             |
| 3    | Lansing       | 999               |
| 4    | New Albin     | 522               |
| 5    | Harpers Ferry | 328               |
| 6    | Waterville    | 144               |

## Presse locale
- Waukon Standard
- Postville Herald (en)